# Christian M'Billi-Assomo
Christian M'Billi-Assomo, né le 26 avril 1995 à Yaoundé au Cameroun, est un boxeur français d’origine camerounaise. 
Représentant français aux Jeux olympiques de Rio en 2016, il est éliminé en quart de finale et passe professionnel. Le boxeur s'installe au Canada — il s'entraîne à Montréal — et combat chez les professionnels des deux côtés de l'Océan Atlantique. À ce jour, il est toujours invaincu en professionnel avec 28 victoires dont 23 avant la limite pour aucune défaite.

## Carrière sportive
Il est champion d'Europe juniors dans la catégorie des poids moyens en 2013 et champion de France amateurs en 2015. Il se qualifie via le tournoi de qualification olympique de Samsun le 16 avril 2016, pour les Jeux olympiques d'été de 2016 où il se classe 5e.
Le jeune boxeur passe professionnel en février 2017 et s'installe à Montréal au Canada. Très actif dans ses premiers mois dans les rangs professionnels, son promoteur, le Canadien Yvon Michel, lui multiplie les combats et le Français enchaîne les victoires avant la limite.
Après avoir battu l'Argentin Luis Eduardo Paz lors d'un combat au Casino de Montréal le 20 avril 2018, il estime venu le temps de réclamer des adversaires d'un niveau supérieur.
En décembre 2019, Mbilli change de catégorie et monte en poids super-moyens, ayant pris beaucoup de masse musculaire depuis son passage chez les pros. Pour son premier combat dans sa nouvelle catégorie, il domine l'Américain KeAndrae Leatherwood en forçant l'arbitre à arrêter le combat à la fin du huitième round dans une soirée organisée à Levallois. Ce combat est également le dernier du Français avec Yvon Michel qui cherche un nouveau promoteur.
En mars 2022, Christian M'billi, toujours invaincu, bat Nadjib Mohammedi au Casino de Montréal par un KO au cinquième round et conserve son titre WBC-Continental des Amériques des poids super-moyens. En décembre, il combat en France pour la première fois depuis trois ans, à Nantes, et domine nettement le boxeur américain Vaughn Alexander aux points (100-90, 100-90, 99-91).
Au début de l'année 2023, le boxeur français reçoit une nomination pour le KO le plus spectaculaire de l’année 2022 pour sa performance contre Nadjib Mohammedi et son promoteur canadien Camille Estephan lui trouve un adversaire réputé pour mars, le gaucher équatorien Carlos Góngora qu'il battra par décision unanime des arbitres.
De septembre 2023 à août 2024, Christian M'Billi remporte 4 autres combats dont deux par KO (contre Demond Nicholson et Mark Heffron) et un autre par décision unanime des arbitres contre Sergiy Derevyanchenko. Cette dernière victoire (qui l'amène à 28 victoires pour 0 défaites) lui permet de s'approcher d'un combat pour être champion du monde de sa catégorie. Il bat ensuite par KO au premier round Maciej Sulecki le 27 juin 2025, remportant la ceinture WBC des poids moyens par intérim et devenant surtout le challenger officiel WBC de la catégorie dont le titre est alors détenu par Canelo Álvarez.

## Titres professionnels en boxe anglaise

### Titres régionaux/internationaux
- Champion poids super-moyens WBA International (Depuis 2022)
- Champion poids super-moyens WBC Continental Americas (Depuis 2021)
- Champion poids moyens WBC Francophone (2019-2020)
- Champion poids moyens WBC Youth Intercontinental (Depuis 2018)
- Champion poids moyens WBC Youth World (2018-2019)